# Публий Корнелий Сципион Салвито
Вижте пояснителната страница за други личности с името Публий Корнелий Сципион.
Публий Корнелий Сципион Салвито (на латински: Publius Cornelius Scipio Salvito) е политик на късната Римска република.
Произлиза от най-известния клон Сципион на римската патрицианска фамилия Корнелии и е роднина на Сципион Африкански, победитрлят на Ханибал.
Привърженик е на Помпей Велики. През 46 пр.н.е. той участва в битките на Метел Сципион против Гай Юлий Цезар на брега на Северна Африка. След битката при Тапс е помилван и се връща в Рим.
Салвито се жени за вдовицата Скрибония, внучка на Помпей Велики. Това е нейният втори брак. С нея той става баща на Публий Корнелий Сципион (консул 16 пр.н.е.) и на Корнелия Сципиона, която се омъжва за Павел Емилий Лепид.
През 41/40 пр.н.е. Салвито е принуден да се разведе със Скрибония по политически причини. Нейният чичо Секст Помпей я накарал да се омъжи за Октавиан, за да заздрави съюза си с него. Той не се жени повече.